# بینو - قبولا
بینو - قبولا (به عربی: قبولا) یک منطقهٔ مسکونی در لبنان است که در شهرستان عکار واقع شده‌است. بینو - قبولا ۹٫۶۱ کیلومتر مربع مساحت دارد ۵۲۰ متر بالاتر از سطح دریا واقع شده‌است.